# Something Weird
Pour plus de détails, voir Fiche technique et Distribution.
Something Weird est un film d'exploitation américain réalisé par Herschell Gordon Lewis, sorti en 1967.

## Synopsis
Cronin Mitchell (Tony McCabe) reçoit une terrible décharge électrique qui défigure son visage. Toutefois, cet accident lui donne des pouvoirs psychique et de psychokinèse. Dépressif, il demandera de l'aide à Ellen (Elizabeth Lee), une sorcière, pour rétablir son visage. Celle-ci accepte à une condition, que les deux forment un couple. Cronin aura de la difficulté à s'adapter à sa situation, car la sorcière est vieille et laide. Ellen est capable de cacher son apparence à tous, en créant l'illusion qu'elle est jolie, mais ce n'est pas le cas pour Cronin : à cause de ses pouvoirs psychiques, il voit toujours Ellen sous sa véritable apparence...

## Fiche technique
- Titre : Something Weird
- Titre original : Something Weird
- Réalisation : Herschell Gordon Lewis
- Scénario : James F. Hurley
- Production : James F. Hurley et Fred M. Sandy
- Pays d'origine : États-Unis
- Format : Couleurs  - 35 mm
- Genre : Fantastique/Exploitation
- Durée : 80 minutes
- Date de sortie : 1967 (États-Unis)
- Budget : 35 000$

## Distribution
- Tony McCabe
- Elizabeth Lee
- William Brooker

## Autour du film
- Tony McCabe a joué dans deux films au cours de sa carrière, Something Weird et Suburban Roulette, les deux films sont réalisés par Herschell Gordon Lewis[1].
- Ce fut le seul rôle d'Elizabeth Lee[2] et de William Brooker[3] au cinéma.
- Le nom du film a inspiré celui de la société de distribution Something Weird Video, spécialisée dans la réédition de films d'exploitation.